# Bierieżok (rejon wołogodzki)
Bierieżok (ros. Бережок) – wieś w Rosji, w rejonie wołogodzkim obwodu wołogodzkiego. W 2021 r. była niezamieszkana.